# Buteo oreophilus
Buteo oreophilus е вид птица от семейство Ястребови (Accipitridae).

## Разпространение
Видът е разпространен в Бурунди, Етиопия, Демократична република Конго, Кения, Малави, Руанда, Танзания, Уганда и Южен Судан.